# 경선사명 청동북
경선사명 청동북(景禪寺銘 金鼓)은 서울특별시 용산구, 삼성미술관 리움에 있는 고려시대의 금고이다. 2018년 11월 27일 대한민국의 보물 제2008호로 지정되었다.

## 개요
사찰의 일상적 불교 의례에서 사용된 불교의식구(佛敎儀式具)의 한 종류인 청동북[金鼓]으로서, 측면에 새겨진 명문을 통해 '무인년(戊寅年)'인 1218년(고려 고종 5)경 무관 6명이 발원해 경선사(景禪寺)에 봉안하기 위해 만든 작품임을 알 수 있다. 표면에 4개의 굵고 가는 동심원을 둘렀고 중앙 당좌구(撞座區)에는 연꽃 씨를 새겼고, 그 주위를 16개의 연화문으로 돌려 장식했다. 그리고 북의 가장 바깥쪽 테두리에는 구름문양의 여의두문(如意頭文)을 새겨 전체적으로 매우 화려하고 조형적인 아름다움을 갖추었다.
이 청동북의 가장 큰 문화재적 의의는 고려시대 청동북 중 측면에 공명구가 뚫려 있는 사례 중 시기적으로 가장 앞선 작품이라는 점이다. 지금까지 고려 청동북은 뒷면이 뚫려 있는 반자형(飯子形)이 주로 알려져 왔기 때문에 측면에 공명구가 마련된 '경선사명 청동북'은 13세기 청동북 중 기년명이 있는 보기 드문 사례이자 독특한 제작기법을 보여준다는 점에서 고려 금속공예품 연구에 있어서도 의미가 크다.

## 참고 자료
- 경선사명 청동북 - 국가유산청 국가유산포털